# Schutzbeschlag

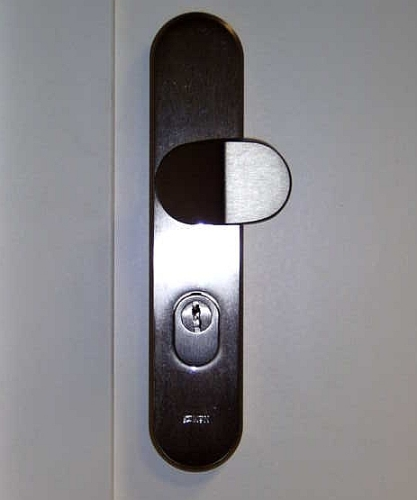
Schutzbeschlag

Der Schutzbeschlag soll an einer Tür den Profilzylinder und das Einsteckschloss gegen unbefugte mechanische Manipulation, mit dem Ziel des Eindringens in den durch die Tür gesicherten Raum, schützen (DIN 18257).

## Widerstandsklassen
Die DIN 18257 teilt Schutzbeschläge in Widerstandsklassen von ES 0 bis ES 3 ein. ES steht für einbruchhemmender Schutzbeschlag.
| DIN 18257 | Widerstandsklasse            |
| --------- | ---------------------------- |
| ES 0      | Gering einbruchhemmend       |
| ES 1      | Einbruchhemmend              |
| ES 2      | Stark einbruchhemmend        |
| ES 3      | Extrem stark einbruchhemmend |

Die ES 0 fordert keinen Bohrschutz und bietet keine ausreichende Einbruchhemmung. Sinnvoll ist die Verwendung von Schutzbeschlägen mit Zylinderabdeckung oder Zylinderschutzsystemen.